# ブレーズ・ジャーニュ

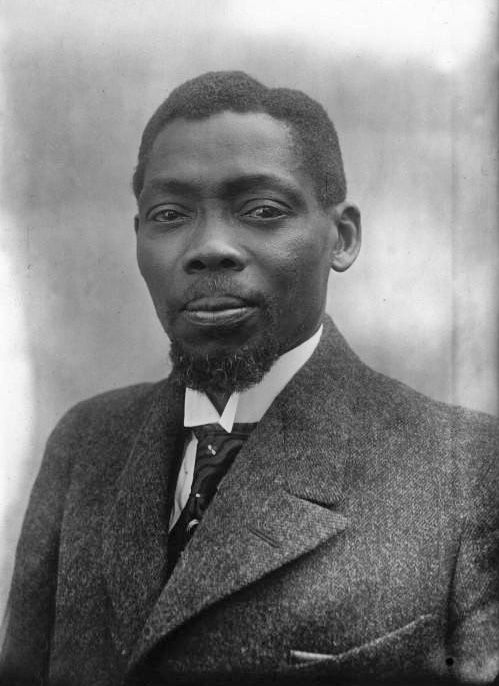
ブレーズ・ジャーニュ

ブレーズ・ジャーニュ（Blaise Diagne、1872年10月13日 - 1934年5月11日）は、セネガル出身の政治家。アフリカ系として初めてフランス下院議員に当選し、ブレーズ・ジャーニュ国際空港にその名を遺す。

## 来歴
フランス領西アフリカ（現セネガル共和国）のゴレ島に生まれる。フランスで教育を受け、1892年にフランスの税関職員となる。
1914年、共和社会党より出馬し国会議員に当選。黒人徴兵の責任者として積極的に兵士を集め、その代償として1916年に本国とセネガルに対等の市民権を与え、アフリカの伝統的慣習法を適応させる「ジャーニュ法」を通過させる。
1934年、在任したままカンボ＝レ＝バンで死去。